# Eufemia wrocławska
Eufemia (albo Ofka) (ur. po 1318, zm. po 1383?) – średnia córka Henryka VI, księcia wrocławskiego, i Anny, córki króla Albrechta I. 

## Życiorys
Tak jak małżeństwo jej siostry z Konradem, księciem oleśnickim, miało cele polityczne pogodzenia Henryka VI z Konradem, tak i małżeństwo drugiej córki Eufemii z Bolesławem I, księciem niemodlińskim, miało taki sam charakter. 
Konrad wskutek przegranej wojny koalicyjnej w 1321–1322 musiał podporządkować się Władysławowi Łokietkowi i pod jego dyktatem zawrzeć w Krakowie w 1323 z Bolesławem brzesko-legnickim układ, w którym poróżnił się z teściem. Łokietek uzyskał wtedy silną przewagę na Śląsku. Henryk wrocławski, chcąc zabezpieczyć się przed Łokietkiem, poddał się cesarzowi Ludwikowi Bawarskiemu, który uznał dziedziczenie lenna także w linii żeńskiej. Widoki na ewentualną sukcesję we Wrocławiu, wobec braku męskich potomków Henryka, miały przeciągnąć z powrotem Konrada z obozu Łokietkowego na stronę teścia. Ażeby go tym bardziej skłonić do wycofania się, doprowadził Henryk do małżeństwa drugiej córki, Eufemii, z Bolesławem, co miało być dla Konrada groźbą pozbawienia go ewentualnej sukcesji wrocławskiej, gdyby nie porzucił Łokietka. 
Małżeństwo doszło do skutku przed 29 października 1325 roku, kiedy to papież Jan XXII na prośbę Henryka i Anny wydał na ręce biskupa wrocławskiego dyspensę dla zawartego już małżeństwa między spokrewnionymi ze sobą Bolesławem i Eufemią. Eufemia znacznie przeżyła męża, zmarłego między 1362 a 1365. 
10 października 1383 roku Władysław opolski w układzie podziałowym zastrzegł dla księżnej prawa dożywocia. Zmarła zapewne już niedługo potem, a datę dzienną jej śmierci podaje nekrolog lubiąski na dzień 21 marca.
Z małżeństwa z Bolesławem doczekała się trzech synów: 
- Bolesława II,
- Henryka,
- Wacława

oraz pięciu córek:
- Małgorzatę (żona Ulryka von Leuchtenberg),
- Jutę (żona Mikołaja II Opawskiego),
- Annę,
- Jadwigę,
- Elżbietę (klaryski we Wrocławiu).